# Cadorago
Cadorago is een gemeente in de Italiaanse provincie Como (regio Lombardije) en telt 6952 inwoners (31-12-2004). De oppervlakte bedraagt 7,1 km², de bevolkingsdichtheid is 931 inwoners per km².
De volgende frazioni maken deel uit van de gemeente: Bulgorello, Caslino al Piano.

## Demografie
Cadorago telt ongeveer 2706 huishoudens. Het aantal inwoners steeg in de periode 1991-2001 met 11,4% volgens cijfers uit de tienjaarlijkse volkstellingen van ISTAT.
| Jaar | Inwoneraantal |
| ---- | ------------- |
| 1991 | 5918          |
| 2001 | 6593          |

## Geografie
De gemeente ligt op ongeveer 313 m boven zeeniveau.
Cadorago grenst aan de volgende gemeenten: Bregnano, Cermenate, Fino Mornasco, Guanzate, Lomazzo, Vertemate con Minoprio.